# Rye (Arizona)
Pour les articles homonymes, voir Rye.
Rye est une census-designated place du comté de Gila, dans l'État de l'Arizona, aux États-Unis. En 2020, elle compte une population de 104 habitants.